# Incidente del Let L 410 di South Sudan Supreme Airlines del 2021
Il 2 marzo 2021, un Let L-410 Turbolet della South Sudan Supreme Airlines si è schiantato a Pieri, nella contea di Uror, in Sud Sudan, durante un volo domestico diretto alla pista di atterraggio di Yuai. Nessuno dei 10 a bordo è sopravvissuto.

## L'aereo
Il velivolo coinvolto era un Let L-410 UVP-E, con la falsa immatricolazione HK-4274. L'aereo era il millesimo L-410 costruito ed era stato precedentemente di proprietà di Aeroflot, Universal-Avia, Business Aviation Center e Forty Eight Aviation. Nel 2017 è stato venduto alla South Sudan Supreme Airlines.

## Passeggeri ed equipaggio
L'equipaggio era composto dal comandante, Majur Malou, e da un copilota di 30 anni sud-sudanese/statunitense che aveva ricevuto il suo addestramento di volo negli Stati Uniti prima di tornare in Sud Sudan più di 10 anni prima, quando aveva iniziato a lavorare per South Supreme Airlines. Tra coloro che sono morti nello schianto ci sono i 2 piloti, 2 bambini, un uomo e cinque donne.

## L'incidente
L'aereo si è schiantato subito dopo il decollo dalla pista di Pieri, in Sud Sudan, su un volo passeggeri di linea nazionale. A bordo c'erano 8 passeggeri e due membri dell'equipaggio. L'Autorità per l'aviazione civile del Sudan del Sud, che sta indagando sull'incidente, ha riferito che circa 10 minuti dopo il decollo il volo ha subito un'avaria a un motore. Il volo ha poi tentato di tornare indietro per atterrare, ma anche l'altro motore si è guastato, facendo perdere velocità al velivolo e facendolo precipitare dopo un probabile stallo.

## Le indagini
L'Autorità per l'aviazione civile del Sud Sudan è stata incaricata di portare avanti un'inchiesta e ha inviato una squadra per indagare su quanto accaduto. Kur Kuol, direttore dell'Autorità per l'aviazione civile del Sud Sudan, ha dichiarato che le indagini preliminari si concentravano sui motori.